# Calle de Amasorrain
La calle de Amasorrain es una vía pública de la ciudad española de San Sebastián.

## Descripción
La vía, situada a las afueras de la ciudad, nace de la Variante de San Sebastián y llega hasta el camino de Errotazar. Se tiene constancia desde el siglo XVI de la existencia de otra vía con el mismo título, pero desapareció en 1722, cuando se derribaron varios de los edificios que la poblaban para abrir la que ahora se conoce como plaza de la Constitución. Esta primitiva calle aparece descrita en Las calles de San Sebastián (1916) de Serapio Múgica Zufiria con las siguientes palabras:

Calle de Amasorrain.—Figura esta calle en el padrón de vecinos de San Sebastián del año 1566 con el nombre de Amasorrarain, y en las Ordenanzas de edificación de 1630 con el de Amasorrain. De muy antiguo existe en el barrio rural de Añorga la casa solar y armera de Amasorrain, y descendiente de esta casa era Ascensio de Amasorrarayn, que figura como vecino de la calle de la Trinidad, en el padrón citado de 1566. El nombre de esta vía no tendría seguramente más encumbrado origen que el de haber construído alguna casa y pasar a habitar en ella algún descendiente de este solar. La «Calle de Amasorrain», se hallaba próximamente a continuación de la actual calle de la Pescadería, en dirección a la calle de San Jerónimo. Derribando los edificios de la citada calle y los de la calle de Embeltrán, se abrió el año 1722, la actual Plaza de la Constitución, comó se dirá más adelante al hablar de ésta. En la indicada fecha, desapareció la vía pública de aquel nombre, que ya no existe.
(Múgica Zufiria, 1916, p. 8)